# Listă de actrițe - M
|  | Listă de actrițe \| \| Listă de actrițe - M \| Liste alfabetice de actori și actrițe \| Listă de actori A - B - C - D - E - F - G - H - I - J - K - L - M - N - O - P - Q - R - S - T - U - V - W - X - Y - Z |

## Actrițe - M
| - Andie MacDowell (* 1958) - Ali McGraw (* 1938) - Kyle MacLachlan (* 1959) - Shirley MacLaine (* 1934) - Amy Madigan (* 1950) - Madonna (* 1958) - Virginia Madsen (* 1963) - Outi Mäenpää (* 1962) - Anna Magnani (1908 - 1973) - Tina Majorino (* 1985) - Heike Makatsch (* 1971) - Dorothy Malone (* 1925) - Silvana Mangano (1930 - 1989) - Lucie Mannheim (1899 - 1976) - Jayne Mansfield (1933 - 1967) - Dagmar Manzel (* 1958) - Lya Mara (1897 - ?) - Sophie Marceau (* 1966) - Corinne Marchand (* 1937) - Leny Marenbach (1916 - 1984) - Ann-Margret (* 1941) - Elsa Martinelli (* 1932) - Marsha Mason (* 1942) - Lea Massari (* 1933) - Chase Masterson (* 1963) | - Mary Elizabeth Mastrantonio (* 1958) - Olga Delia Mateescu (* 1949) - Marlee Matlin (* 1965) - Eva Mattes (* 1954) - Johanna Matz - Gerda Maurus (1903 - 1968) - Mathilda May (* 1965) - Virginia Mayo (* 1920) - Edie McClurg (* 1951) - Hattie McDaniel (1895 - 1952) - Mary McDonnell (* 1952) - Frances McDormand (* 1957) - Elizabeth McGovern (* 1961) - Dorothy McGuire (1919 - 2001) - Kristy McNichol (* 1962) - Michèle Mercier (* 1939) - Macha Méril (* 1940) - Melina Mercouri (1920 - 1994) - Ethel Merman (1908 - 1984) - Inge Meysel (1910 - 2004) - Bette Midler (* 1945) - Sarah Miles (* 1941) - Vera Miles (* 1929) - Helen Miller - Hayley Mills (* 1946) - Juliet Mills (* 1941) - Birgit Minichmayr (* 1977) - Liza Minnelli (* 1946) | - Miou-Miou (* 1950) - Brigitte Mira (1910 - 2005) - Mihaela Mitrache (1955 - 2008) - Marilyn Monroe (1926 - 1962) - Elizabeth Montgomery (1933 - 1995) - Demi Moore (* 1962) - Julianne Moore (* 1960) - Mary Tyler Moore (* 1936) - Agnes Moorehead (1900 - 1974) - Dolores Moran (1924 - 1982) - Jeanne Moreau (* 1928) - Maia Morgenstern - Michèle Morgan (* 1920) - Cathy Moriarty (* 1960) - Gaby Morlay (1893 - 1964) - Rebecca De Mornay (* 1962) - Rita Moreno (* 1931) - Petra Morzé (* 1964) - Maria Mucke (* 1919) - Anna Maria Mühe (* 1985) - Irma Münch (* 1930) - Rani Mukerji (n. 1978) - Diana Muldaur (* 1938) - Renate Müller (1906 - 1937) - Kate Mulgrew (* 1955) - Nina Muschallik - Ornella Muti (* 1956) |

## Actori
|  | Listă de actori \| \| Listă de actrițe \| Liste alfabetice de actori și actrițe \| Listă de actori A - B - C - D - E - F - G - H - I - J - K - L - M - N - O - P - Q - R - S - T - U - V - W - X - Y - Z |